# Liga Apărării Național-Creștine
Liga Apărării Național-Creștine (prescurtat LANC) a fost un partid politic de orientare naționalistă și antisemită din România, în perioada interbelică.
Congresul de înființare a avut loc în data de 4 martie 1923, în Aula Universității din Iași. Președinte a fost ales profesorul Alexandru C. Cuza. Din acest motiv, membrii și simpatizanții mișcării se mai numeau și cuziști. Corneliu Zelea Codreanu a fost însărcinat cu organizarea LANC pe întreaga țară. La 26 martie 1923, Parlamentul a modificat art. 7 din Constituție astfel fiind acordată din oficiu cetățenie deplină tuturor evreilor aflați pe teritoriul patriei. LANC s-a împotrivit acestei măsuri și a îndemnat studențimea la manifestări de protest. Au avut loc ciocniri cu poliția. În aceste mișcări studențești, Corneliu Zelea Codreanu a avut un rol important, pe atunci membru LANC, ulterior fondator al Mișcării Legionare. 
LANC a avut sub guvernarea Averescu (1926-1927), 10 deputați. În anul 1927 Legiunea Arhanghelul Mihail, condusă de Corneliu Zelea Codreanu, s-a desprinds din Ligă. Zelea Codreanu nu izbutise să obțină un loc de deputat în alegerile din mai 1926.

## Mișcarea studențească antisemită de la 1922
După Marea Unire din 1918, universitățile românești au cunoscut un aflux de studenți proveniți din noile teritorii anexate. Mulți dintre acești studenți aparțineau diverselor minorități etnice, în special minorității evreiești. Prezența tot mai mare a studenților minoritari, alături de faptul că unii dintre ei manifestau simpatii față de ideologia comunistă, a provocat reacții diverse în rândurile studenților români.
O statistică întocmită de Vasiliu Em. D. B. pentru anii 1922-1923 evidenția numărul ridicat de studenți din minorități etnice înscriși la două dintre universitățile importante ale țării:
La Universitatea din Cernăuți, în semestrul de vară, situația era următoarea:
- Facultatea de Farmacie: 174 studenți români și 574 studenți evrei;
- Facultatea de Drept (în funcție de religia declarată): 237 ortodocși (români și ruteni),

98 catolici, 26 luterani, 506 mozaici, 31 studenți de alte religii.
La Universitatea din Iași, numărul studenților evrei era, de asemenea, semnificativ. Distribuția etnică pe facultăți era următoarea:
- Facultatea de Medicină: 547 români și 831 evrei;
- Facultatea de Farmacie: 97 români și 299 evrei;
- Facultatea de Litere: 351 români și 100 evrei;
- Facultatea de Drept: 1743 români și 370 evrei;
- Facultatea de Științe: 722 români și 321 evrei.[8][7]

| Grup etnic          | Populație  | %    |
| ------------------- | ---------- | ---- |
| Români              | 12.981.324 | 71,9 |
| Maghiari            | 1.425.507  | 7,9  |
| Germani             | 745.421    | 4,1  |
| Evrei               | 728.115    | 4    |
| Ruteni și Ucraineni | 582.115    | 3,2  |
| Ruși                | 409.150    | 2,3  |
| Bulgari             | 366.384    | 2    |
| Romi                | 262.501    | 1,5  |
| Altele              | 556.511    | 3,1  |
| Total               | 18.057.028 | 100  |

Pentru vechii profesori universitari naționaliști și antisemiți (precum A.C. Cuza și Ion Găvănescu), aceasta a reprezentat un semnal de alarmă. Ei erau îngrijorați de compoziția etnică a universităților, de viitoarea clasă politică și de integritatea culturală a statului român.
„Dar cine sunt elevii și studenții de astăzi? Elevii și studenții de azi sunt profesorii de mâine, medicii de mâine, inginerii de mâine, magistrații de mâine, avocații de mâine, prefecții de mâine, deputații de mâine, miniștrii de mâine, cu un cuvânt, conducătorii de mâine ai neamului în toate domeniile de activitate.
Dacă elevii de astăzi sunt 50%, 60%, 70% jidani, mâine în mod logic vom avea 50%, 60%, 70% conducători jidani ai acestui neam românesc.” - Corneliu Zelea Codreanu (1936 ediția originală / 2024 ediția citată), „Pentru legionari”
Mișcarea a căpătat cu adevărat amploare în timpul protestelor din 10 decembrie 1922. Între 3.000 și 4.000 de studenți din întreaga țară s-au adunat în amfiteatrul Facultății de Medicină a Universității din București, unde au declanșat o grevă generală, protestând împotriva condițiilor precare din căminele studențești. În fruntea listei lor de revendicări se afla aplicarea măsurii Numerus Clausus, care prevedea limitarea numărului de studenți aparținând minorităților etnice proporțional cu numărul acestora în populația generală a țării.
Acest moment a fost atât precedat, cât și urmat de o serie de acțiuni violente și propagandistice de agitație inițiate de diverse grupuri de studenți antisemiți și ultranaționaliști. În cele din urmă, toate acestea au culminat cu apariția a două dintre cele mai importante mișcări de extremă dreapta din România interbelică: Liga Apărării Național-Creștine în 1923 și Legiunea Arhanghelului Mihail în 1927.

## Mobilizarea susținătorilor

### Intrarea în atenția publică
La sfârșitul anului 1923, C.Z. Codreanu și alți lideri ai mișcării studențești antisemite au fost arestați pentru planificarea unor asasinate politice, dar au fost eliberați datorită susținerii publice masive. În 1924, conflictul cu autoritățile statului s-a agravat, culminând cu asasinarea prefectului de poliție Constantin Manciu de către C.Z. Codreanu. Aceste evenimente, marcate de violență, reprimare și demonstrații de sprijin din partea studenților și a simpatizanților cuziști, au contribuit semnificativ la sporirea popularității LANC.
După nunta lui C.Z. Codreanu din 1925, la care au participat între 80.000 și 100.000 de oameni, a urmat o serie de botezuri ale copiilor simpatizanților cuzisti, care s-au dovedit un instrument eficient de propagandă. În urma confruntărilor dintre simpatizanții veniți să-și boteze copiii și forțele de ordine, statul a fost nevoit să oprească botezurile organizate de Codreanu și A.C Cuza. În acest context, LANC a reușit să creeze impresia că statul român este anticreștin.
LANC a continuat să utilizeze strategia instigării oficialităților la reacții, precum purtarea cuziștilor prin tribunale și procese, care se soldau adesea cu achitarea sau declararea acestora ca fiind nevinovați, fie datorită presiunii publice exercitate asupra autorităților, fie datorită simpatiei manifestate de anumite oficialități față de cuziști.

### Absorbirea altor grupări naționaliste
LANC urmărea să transforme simpatia publică într-un succes electoral, motiv pentru care și-a consolidat relațiile cu alte grupări naționaliste. Pe lângă infiltrarea și instrumentarea a organizațiilor Arcașilor, care au fost absorbite treptat în ligă, LANC s-a unit, în 1925, cu Fascia Națională Română și Acțiunea Românească – organizații care, după cum spunea Corneliu Zelea Codreanu în „Pentru legionari”, nu aveau „nici puterea de acțiune, nici cea de organizare și nici cea de doctrină” ale LANC.

## Steagurile și svastica

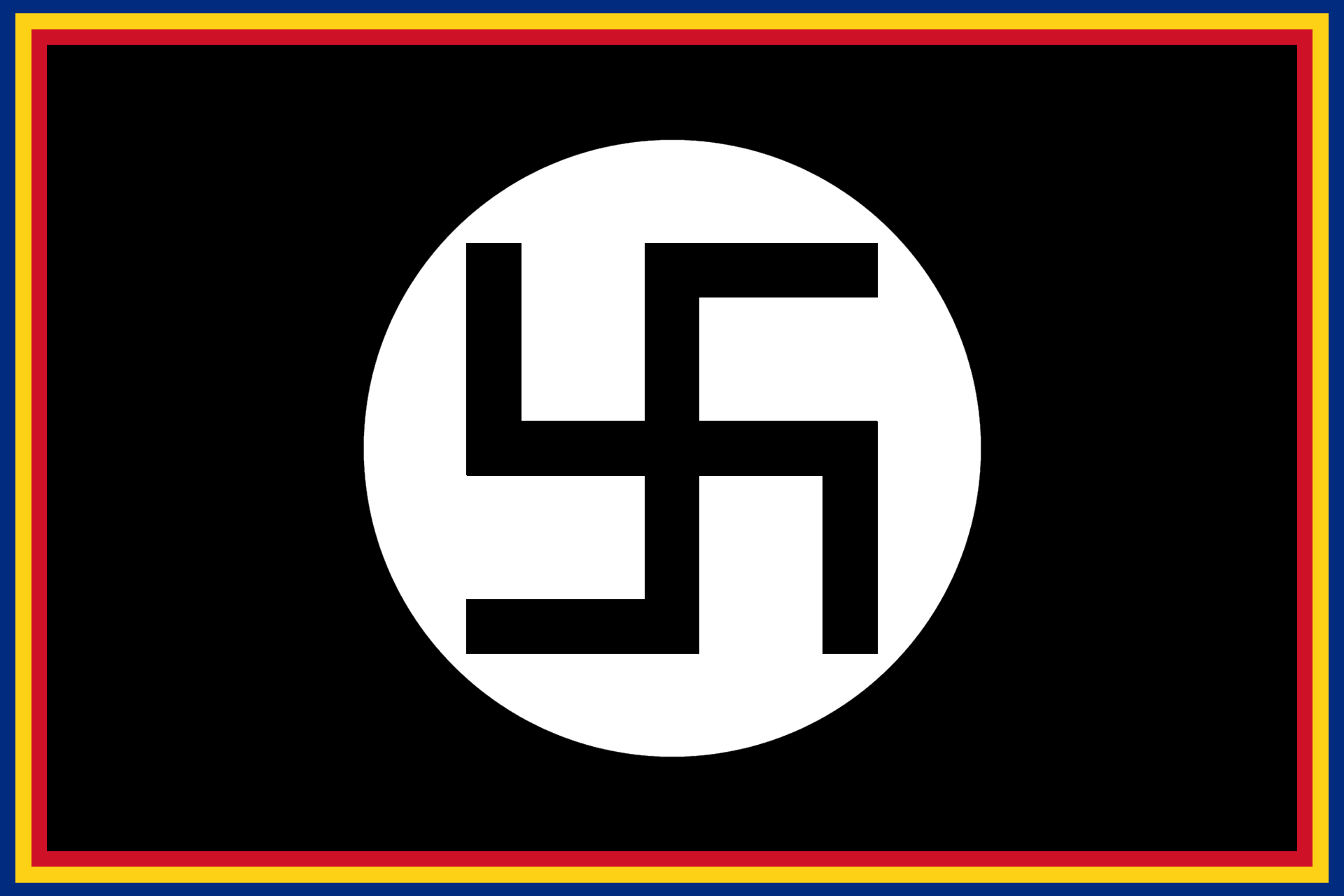
Steag LANC de doliu, descris de Corneliu Zelea Codreanu în „Pentru legionari”.

Corneliu Zelea Codreanu descrie varianta steagului din 1923 și semnificația sa în „Pentru legionari” astfel: 
„[...] Pânza acestor steaguri era neagră în semn de doliu; la mijloc o pată albă rotundă semnificând nădejdile noastre încercuite de întunericul pe care ele vor trebui să-l învingă; în mijlocul albului o zvastică, semnul luptei antisemite din întreaga lume, iar de jur-împrejurul steagului, tricolorul românesc [...]”  (1936 ediția originală / 2024 ediția citată)
Svastica a fost adoptată de către partidul predecesor al LANC, anume Uniunea Națională Creștină, în anul 1922. Președintele UNC,  profesorul A.C. Cuza, a descris svastica ca pe un simbol în formă de cruce folosit de vechii pelasgi, care, spunea profesorul, erau strămoșii românilor moderni.
„Semnul acesta (svastica) este „Crucea arică“, adică crucea pe care vechii Ari cu zeci de mii de ani înainte, o aveau ca semn apărător de rele și ca talisman aducător de noroc. [...] Acest semn este cu atît mai potrivit cu cît partea principală a lui înfățișează sfînta cruce creștină, împotriva căreia în deosebi duce o luptă satanică jidovimea, și pe care noi creștinii trebuie so apărăm, ca să nu ajungă a fi doborîtă și pîngărită de jidani, ca în Rusia nenorocită.” - A.C. Cuza (1925), „Călăuza bunilor români”
Varianta oficială steagului LANC era tricolorul României cu o svastică neînclinată, centrată pe segmentul galben al steagului. Această variantă a continuat să fie folosită și de către Partidul Național Creștin până în anul 1938. 
„CAP. XVII Drapelele L. A. N. C.
ART. 38. — Drapelul L. A. N. C. este drapelul tricolor al țării cu semnul „Svastica”, neagră pe culoarea galbenă, de la mijloc.
Drapelele diferitelor organizații ale L. A. N. C. se vor deosebi între dânsele, ca dimensiune și amănunțimi, purtând, fiecare inscripția organizației respective, a Satului, Comunei, Județului, Regiunei și a Comitetului Central, și se vor confecționa după indicațiile date de comitetele lor.” -  A.C. Cuza (1925), „Călăuza bunilor români”

## Organizarea LANC

### Structură
Conducerea Ligii Apărării Naționale Creștine era organizată ierarhic, având la vârf un Președinte Suprem ales de Marea Adunare, formată din toți membrii organizației. Acesta era sprijinit de un Comitet Central compus din 24 de membri, dintre care 12 erau numiți direct de Președintele Suprem, 6 erau președinți ai comitetelor regionale, iar ceilalți 6 reprezentau delegații ai celor șase Comitete Regionale. La nivel inferior, existau Comitete Regionale, Județene și Comunale, fiecare alcătuit din câte 9-15 membri, a căror constituire necesita aprobarea comitetului ierarhic superior. Deasupra acestora funcționa Marele Consiliu al LANC, constituit din Comitetul Central și câte un delegat al fiecărui Comitet Regional și Județean, care putea fi convocat oricând de Președintele Suprem. Activitatea organizației era susținută financiar prin donații, cotizații și diverse forme de autofinanțare, iar întreaga conducere avea obligația de a mobiliza și implica membrii în propagarea ideologiei și scopurilor Ligii. Statutul LANC putea fi modificat doar de Marele Consiliu, fiind completat printr-un regulament specific.
„Călăuza bunilor români” (1925) cuprinde statutul, regulamentul si organizarea ale LANC. 

## Frățiile și Tineretul LANC

### Frățiile - structură de bază

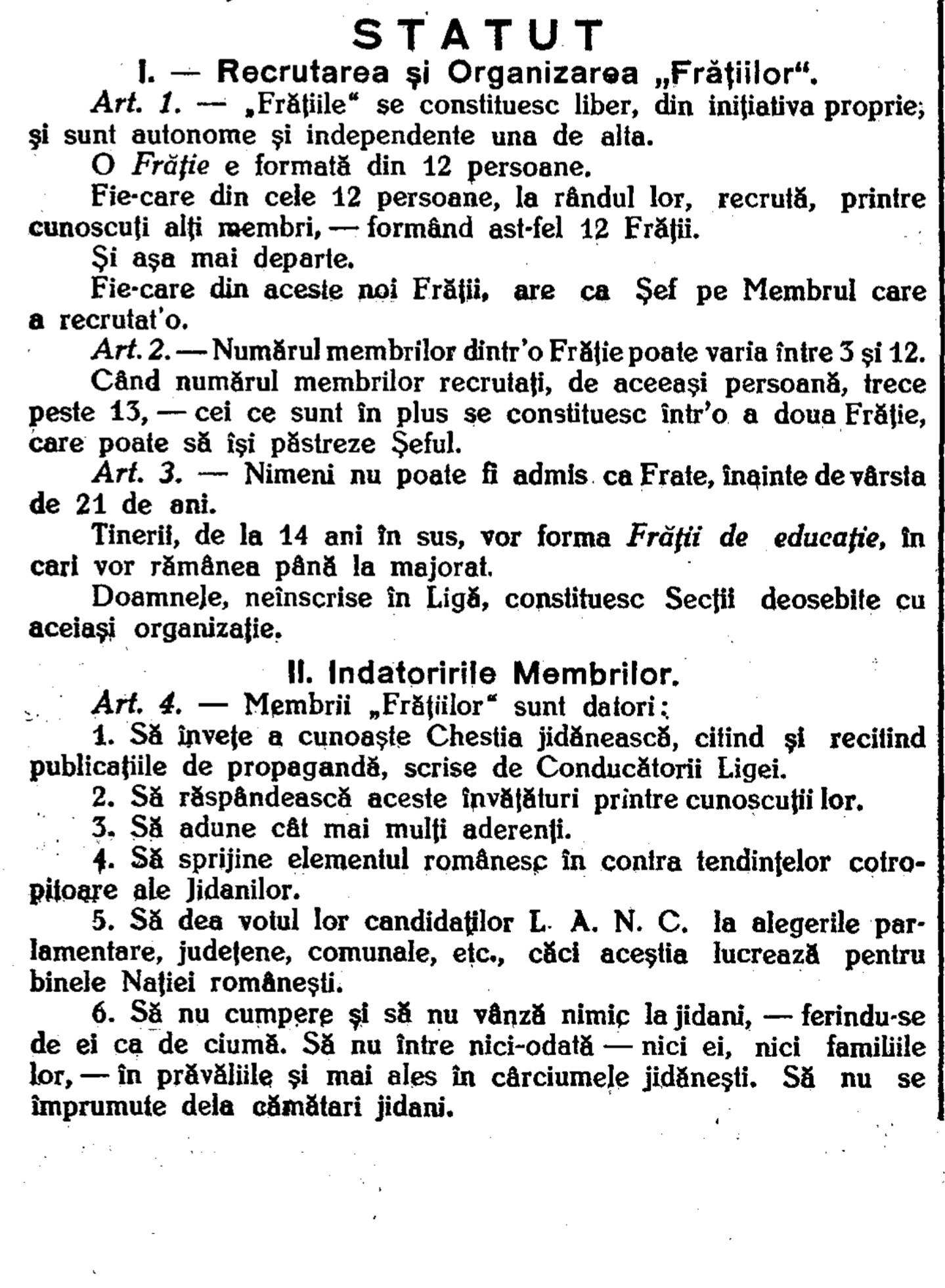
Statutul Frățiilor LANC

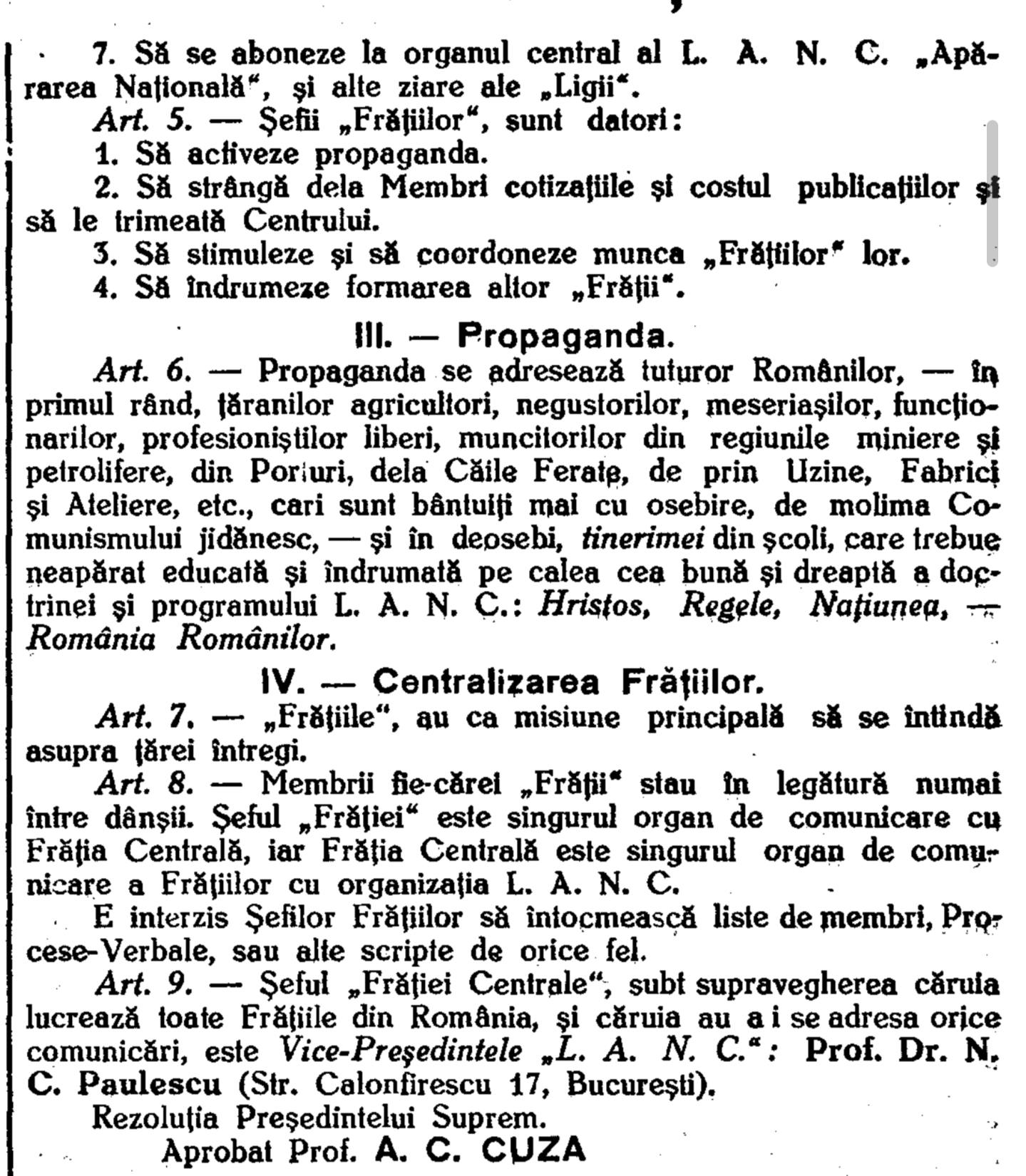
Statutul Frățiilor LANC continuare

Structura de organizare de bază a LANC era „Frăția”. Frățiile erau constituite din membri ai LANC, la propria inițiativă, având între 3 și 13 membri. Ele erau independente și autonome, însă supuse unui organ numit Frăția Centrală, condus de Nicolae Paulescu.
Printre îndatoririle membrilor frățiilor se numărau: educarea cu privire la „problema jidănească”, răspândirea propagandei LANC, recrutarea de noi membri, votarea candidaților LANC la alegeri etc.
Această formă de organizare a fost preluată și implementată mai târziu în Mișcarea Legionară de către Corneliu Zelea Codreanu, sub denumirea de „Cuiburi” și „Frății de Cruce”.

### Tineretul LANC
Din tineretul LANC făceau parte, în mod predominant, studenții universităților din România, elevi ai școlilor superioare, precum și tineri absolvenți care deja erau în câmpul muncii. Elevele și studentele erau recrutate în secții destinate femeilor.
Tineretul LANC a fost organizat în secții corespunzătoare fiecărui an de studiu. Secția era structura de organizare de bază a Tineretului LANC, iar aceasta era condusă de:
- Un președinte, ales de alți studenți și ulterior numit de Centru;
- Doi vicepreședinți, care să-l ajute pe președinte sau înlocuiască la nevoie;
- Un secretar, care să țină evidența membrilor într-un registru.[23]

Mai mulți președinți de secții din aceeași facultate sau școală superioară formau Consiliul Facultății/Școlii. Acest consiliu alegea un Decan, care era ulterior confirmat de Centru. Decanii fiecărei facultăți sau școli superioare, reuniți, formau Senatul Universității. Senatul alegea apoi un Rector, care era numit de Centru și care avea rolul de a reprezenta Tineretul LANC dintr-un centru universitar.

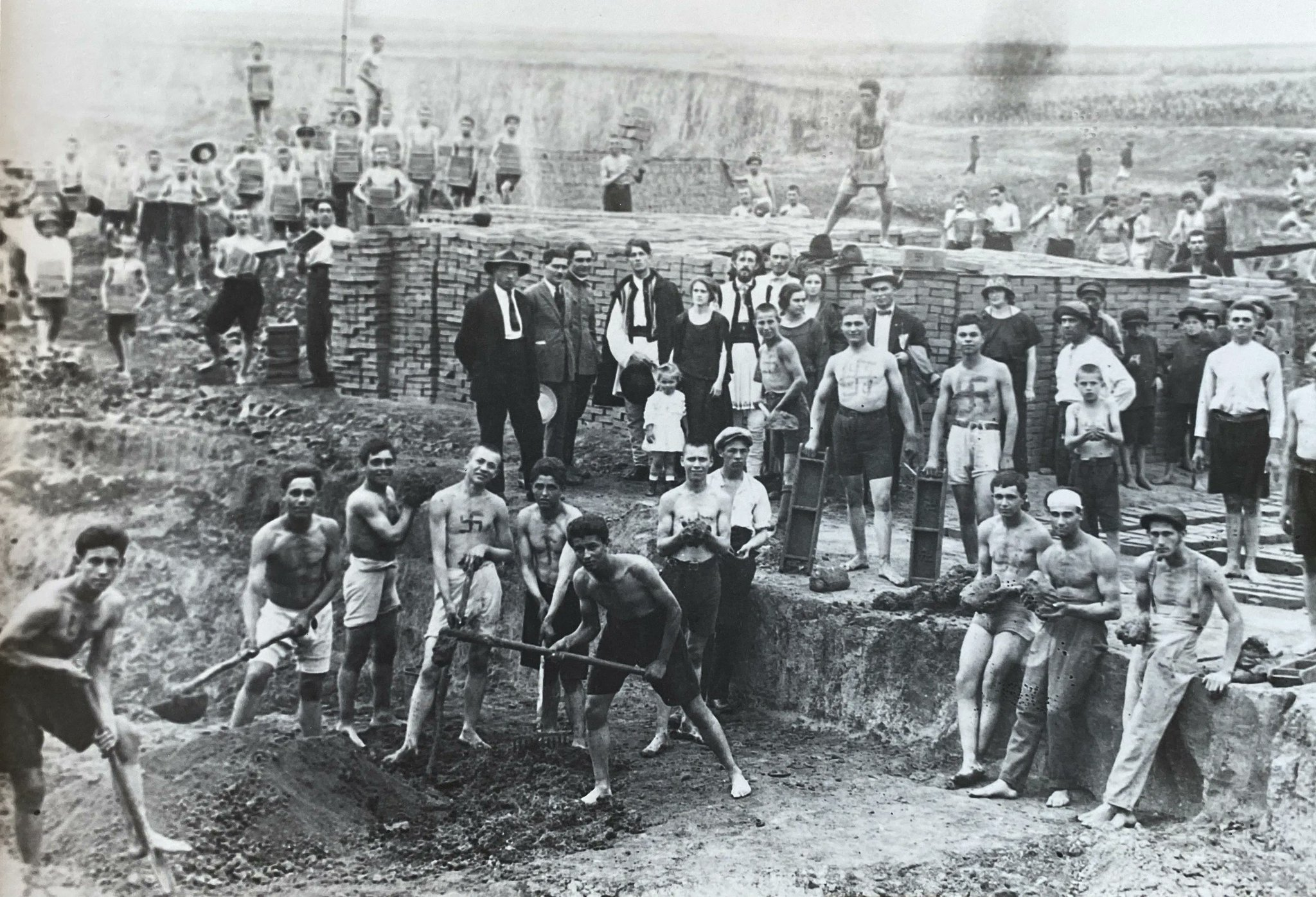
Studenți cuziști lucrând la o zidărie pentru construirea Căminului Cultural Creștin în cadrul activităților lor de tabără de vară a organizației Tineretului LANC, 1924. Codreanu poate fi observat în spate.

Pentru coordonarea activității Tineretului LANC, Centrul desemna un Comitet de Inspecție format din membri absolvenți de studii superioare ai Ligii. Fiecare inspector avea atribuții într-un anume domeniu, precum: publicațiile (ziare, reviste, manifeste), îndrumarea religioasă, propagandă, coordonarea secțiilor feminine și a celor de educație, organizarea activităților recreative (excursii, sport etc.). Întregul Comitet de Inspecție, alături de celelate organizații universitare, funcționa sub supravegherea directă a Centrului, prin intermediul unui Delegat General.
Pentru o scurtă perioadă, între 1923 și 1926, Corneliu Zelea Codreanu a fost însărcinat cu organizarea Tineretului LANC. Intenționa să denumească această organizație de tineret „Arhanghelul Mihail”, însă motivele pentru care acest lucru nu s-a mai întamplat rămân neclare.

## Doctrina și ideologia

### Cuzismul
Cuzismul este denumirea doctrinei naționalist-creștine dezvoltate și promovate de A.C. Cuza în cadrul Ligii Apărării Național-Creștine (LANC), având la bază lucrările și concepțiile politico-sociale ale acestuia.
Contextul în care doctrina ligii a ajuns să fie cunoscută sub denumirea de cuzism are legătură cu faptul că, inițial, LANC era asociată doar cu termenul de „antisemitism”. Cuza considera că acest termen era nepotrivit și insuficient. El argumenta, pe de o parte, că nu este vorba despre „semiți” în sens etnic, întrucât evreii nu ar fi semiți, iar, pe de altă parte, susținea că antisemitismul, în forma sa generală, este multiform și nedeterminat (în contextul României anilor 1920, antisemitismul devenise aproape sinonim cu naționalismul).

### Antisemitismul
Cuzismul era cunoscut drept „antisemitismul faptei imediate”, pentru că propunea măsuri radicale și imediate pentru rezolvarea „problemei jidănești” (fie în mod violent, fie în mod legal), pe când antisemitismul, în forma sa generală, era considerat doar „o boală înceată” (din cauza absenței sistematizării, spre deosebire de doctrina LANC).

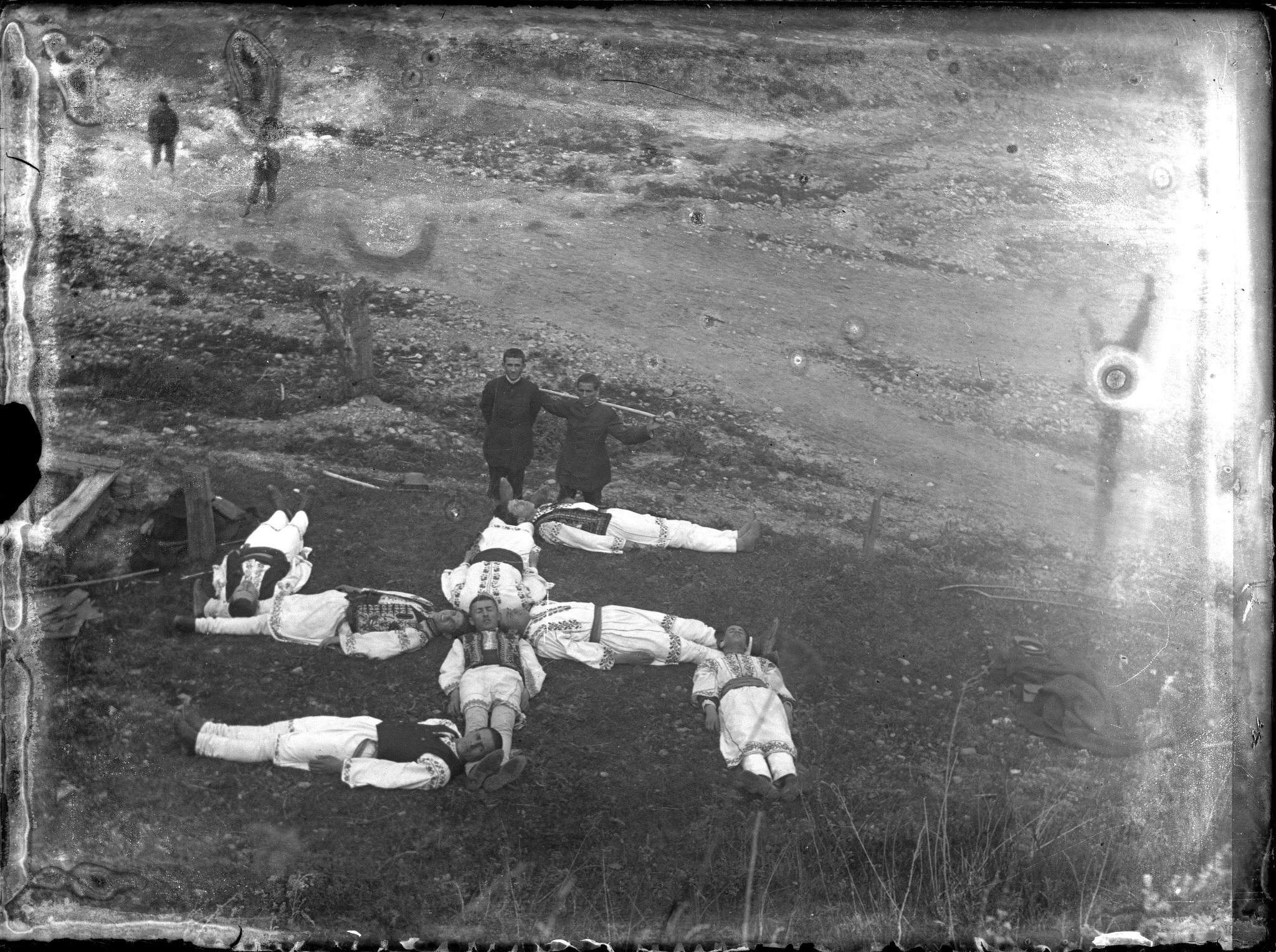
Membri sau simpatizanți ai partidului ultranaționalist și antisemit Liga Apărării Național-Creștine formând o svastică cca. 1925 - 1926

Astfel, antisemitismul radical și organizat a constituit elementul fundamental al doctrinei LANC. Printre măsurile propuse pentru „rezolvarea problemei jidănești”, se numărau: retragerea drepturilor politice ale evreilor, confiscarea proprietăților lor, excluderea acestora din funcțiile publice și din armată, oprirea încetățenirii evreilor și chiar silirea lor să părăsească țara.
LANC își propunea a rezolva problemele politice ale țării prin a rezolva cu întâietate așa-zisa „problemă jidănească” care, conform doctrinei cuziste, era problema din care izvorau toate celelate.
O măsură aparte, vehiculată și susținută de diverse grupări naționaliste și antisemite ale vremii (printre care UNC, mișcarea studențească de la 1922, LANC, LAM și PNC) este Numerus Clausus. Măsura este tratată în profunzime de către A.C. Cuza în lucrarea sa cu același nume - „Numerus Clausus” (1924) și de către Corneliu Zelea Codreanu în cartea cu memoriile sale - „Pentru legionari” (1936).
În contextul socio-economic al României, Numerus Clausus însemna limitarea numărului evreilor care puteau accede în anumite domenii economice și culturale, astfel încât să nu depășească proporția evreilor în populația generală a României. Pe de altă parte, pentru studențime, Numerus Clausus se referea la limitarea numărului de evrei din universități. Astfel de politici au fost susținute, cerute și implementate și de universitățile altor țări europene.

#### Nota biologică adusă antisemitsmului
Sub influența lui Nicolae Paulescu, antisemitismul LANC a căpătat o dimensiune biologică, în care frica de revoluție se combina cu ideea degradării națiunii, percepută ca un organism infestat cu paraziți. Evreii erau prezentați ca un pericol parazitar, care submina România, contribuind la degradarea morală și materială a poporului prin lucruri precum socialismul, bolșevismul și francmasoneria.
Paulescu s-a folosit de biologie pentru a extrage legi filosofice privind „instinctele sociale” și „conflictele umane”, încercând astfel să demonstreze că moralitatea creștină se bazează pe principii etice care își au originea în natura umană.

### Antisemitismul religios

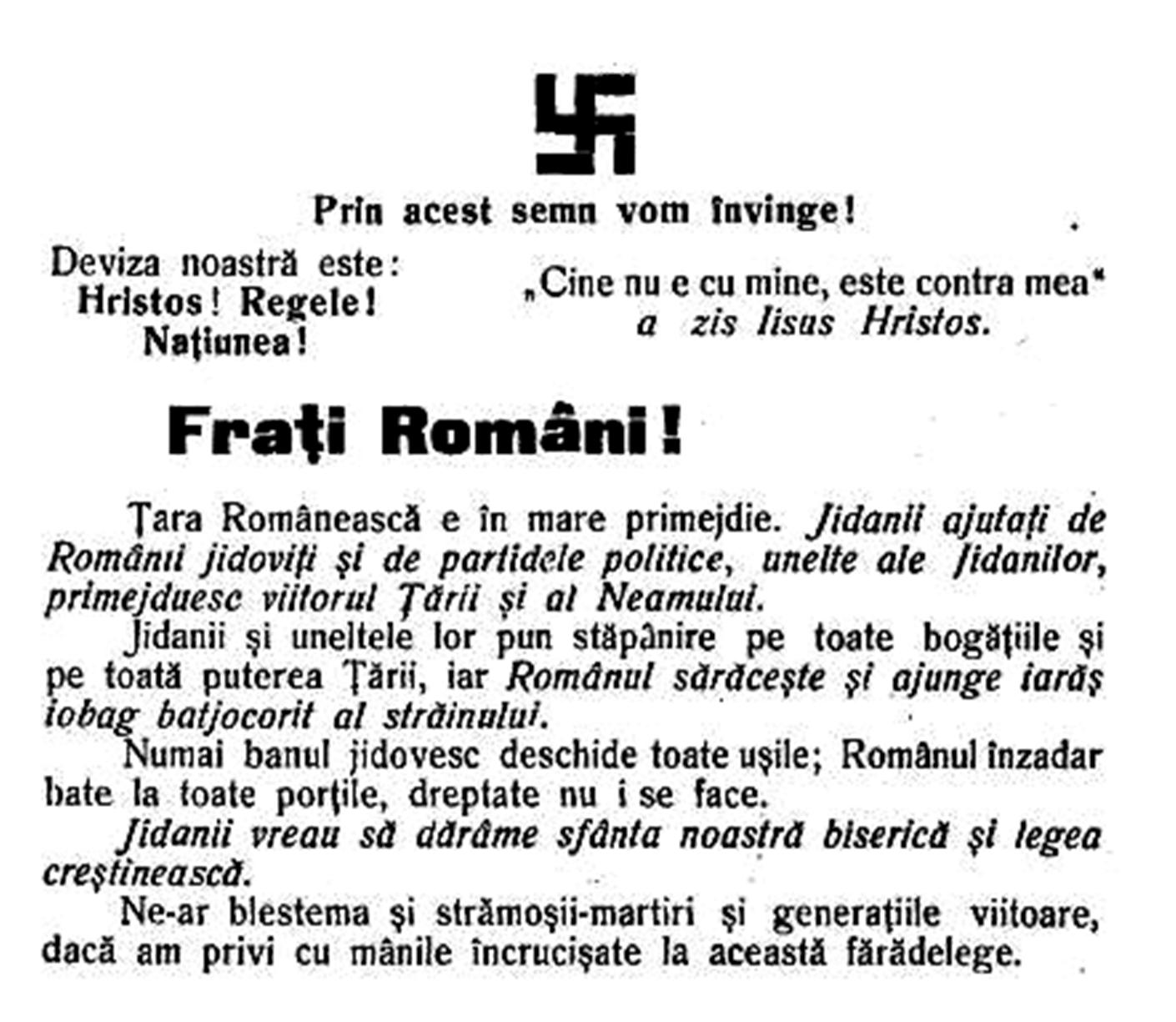
Manifest LANC

Nicolae Paulescu era preocupat în special de aspectele religioase ale „problemei jidănești”, în timp ce A. C. Cuza se concentra pe dimensiunea economică, vizând în mod deosebit rolul evreilor în aceasta. A. C. Cuza avea să-și dezvolte, la rândul său, antisemitismul religios, apropiindu-se de poziția lui Nicolae Paulescu, potrivit căreia Vechiul Testament nu cuprindea esența creștinismului și îl numesc lucrarea unui Dumnezeu răzbunator, nelegat de divinitatea creștină.
„Teologia creștină nu a înțeles creștinismul. Creștinismul [...] nu a continuat acțiunea lui Iisus împotriva iudaismului. Eroarea teologiei creștine a făcut ca iudaismul, desființat de Iisus, să-și întindă astăzi stăpânirea peste întregul Pământ. [...] Viitorul întreg al civilizației umane depinde de schimbarea acestei concepții a teologiei creștine.” -  A.C. Cuza (1925), „Învățătura lui Isus: judaismul si teologia creștină”
Activiștii LANC loiali Bisericii se împotriveau teologiei blasfematoare a lui A. C. Cuza, îndeosebi în ceea ce privește concepțiile acestuia despre Vechiul Testament. Chiar și unii conducători ai LANC se opuneau în acest sens, lucru evidențiat în cadrul unei ședințe a conducătorilor Ligii, ținută la casa lui A. C. Cuza. Participanții au concluzionat că teoriile lui A. C. Cuza se aflau în afara liniei doctrinare a partidului.
Un reper ideologic pentru antisemitismul religios și viziunea religioasă ale LANC este populara lucrare a lui Nicolae Paulescu intitulată „Spitalul, Coranul, Talmudul, Cahalul și Francmasoneria” (1913): „[...] jidovii, care au moștenit învățăturile fariseice – transmise prin Talmud – cutează să sugrume religia divină, după cum strămoșii lor, acum vreo 2.000 ani, au avut îndrăzneala nemaipomenită să răstignească pe însuși Dumnezeu.”

#### Relaționarea cu biserica
A.C. Cuza și Nicolae Paulescu nu au reușit, totuși, să convingă simpatizanții LANC cu privire la antisemitismul religios și respingerea Vechiului Testament. S-a incercat o atragere a preoților, însă acest lucru s-a întros împotriva lor în momentul în care patriarhul BOR a citit broșurile diseminate de Cuza, care susțineau că ortodoxia a fost „iudaizată”. Patriarhul a diseminat apoi, broșuri care să avertizeze preoții să nu se alăture Ligii. LANC a reușit să obțină sprijin din partea clerului pentru prima dată la începutul anilor 1930, când diverși teologi precum Ioan Gheorghe Savin și mitropolitul Irineu Mihălcescu își încurajau colegii și studenții să sprijine LANC. Cu toate acestea, relaționarea LANC cu Biserica nu a fost niciodată atât de strânsă pe cât a fost cea a Mișcării Legionare, care a reușit cu succes să îmbine religia cu ultranaționalismul.

### Corporatismul

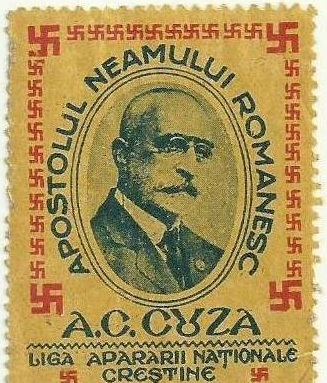
Timbru LANC cu portretul lui A.C Cuza - „Apostolul Neamului Românesc”

În doctrina Ligii Aprării Național-Creștine se prevăd 3 mari clase:
- Clasa producătoare: Constituită din țărănimea care produce materia primă necesară pentru producție;
- Clasa mijlocitoare: Constituită din meseriași, industriași și comcercianți. Aceasta se folosește de materia primă produsă de către țărănime pentru ca, la rândul său, să producă utilități și să le vândă ca mărfuri.
- Clasa conducătoare: Constituită din preoți, tehnicieni, ingineri, medici, ofițeri, avocați, profesori, etc. Scopul acesteia este să îndrume celelate clase spre un trai mai bun și să legifereze.

Se propune analogia conform căreia clasele sociale sunt asemănătoare organelor unui organism, iar, asemenea acestuia, ele trebuie să conlucreze pentru buna funcționare a întregii societăți.
Statul este prezentat ca un mediator între cele trei clase sociale, având ca scop principal menținerea armoniei și satisfacerea intereselor fiecărei clase.

### Perspectiva asupra partidelor
A. C. Cuza a încercat să cosmetizeze și să eufemizeze imaginea Ligii, cu scopul de a o diferenția de multitudinea de partide existente. El prezintă LANC nu doar ca un simplu partid, ci ca o „tovărășie de luptă”, o „frăție”. Motivul acestei cosmetizări este ideea că partidele politice tradiționale ar fi aservite „dușmanului” poporului român - evreii. Acestea, susține A. C. Cuza, ar fi finanțate prin subvenții evreiești și, astfel, ar sluji interesele acestora în locul celor ale românilor.
„Această tovărășie frățească, este dar „Ligă“ și nu „partid”. Pentru că în „Ligă“ poate să intre orice creștin, care se leagă să lupte contra jidanilor. „Liga“ nu primește dar pe nici unul, care este amestecat cu jidanii. Pe când „partidele“, primesc nu numai pe jidaniți, ci și pe jidani.” - A.C Cuza (1925), „Călăuza bunilor români”
Această idee, de a ridica organizația deasupra statutului unui simplu partid, pare să fi fost preluată și continuată de Corneliu Zelea Codreanu în cadrul Legiunii Arhanghelului Mihail:
„Mișcarea legionară, înainte de a fi o mișcare politică, teoretică, financiară, economică, etc. de formule, este o scoală spirituală în care dacă va intra un om, la celălalt capăt va trebui să iasă un erou.” - Corneliu Zelea Codreanu (2022), „Cărticica șefului de cuib”
„Atunci mă gândesc să lansez o nouă organizație națională, pentru combaterea comunismului jidănesc, în care să intre și „Legiunea Arhanghelul Mihail” și oricare alte organizații de tineri, peste deosebire de partide [...]” -Corneliu Zelea Codreanu (1936 ediția originală / 2024 ediția citată), „Pentru legionari”

Oameni notabili ai LANC
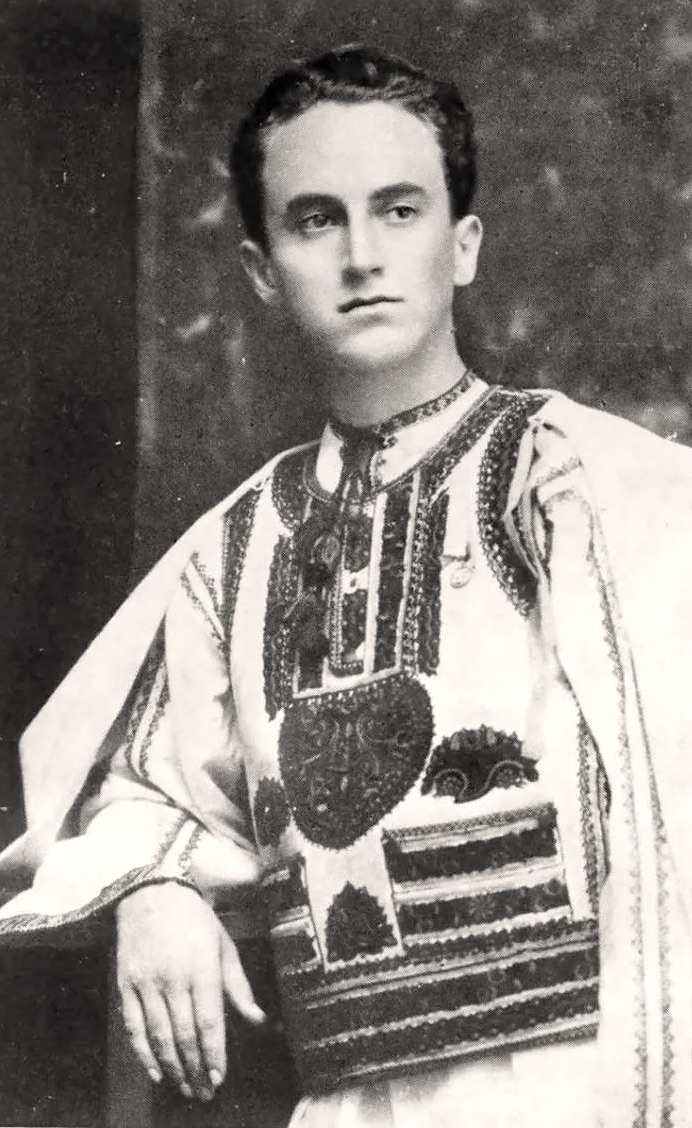
Ion Moța, în 1937
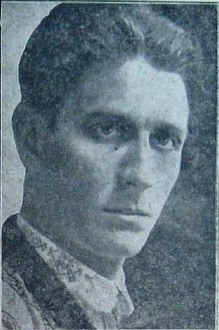
C.Z. Codreanu, în 1927
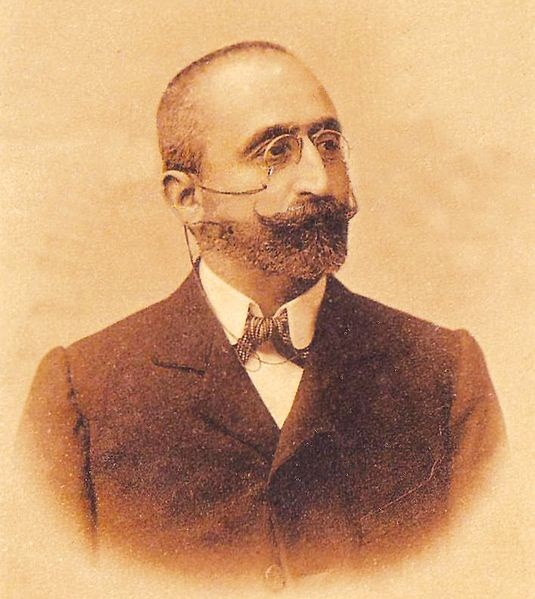
A.C. Cuza, în 1900
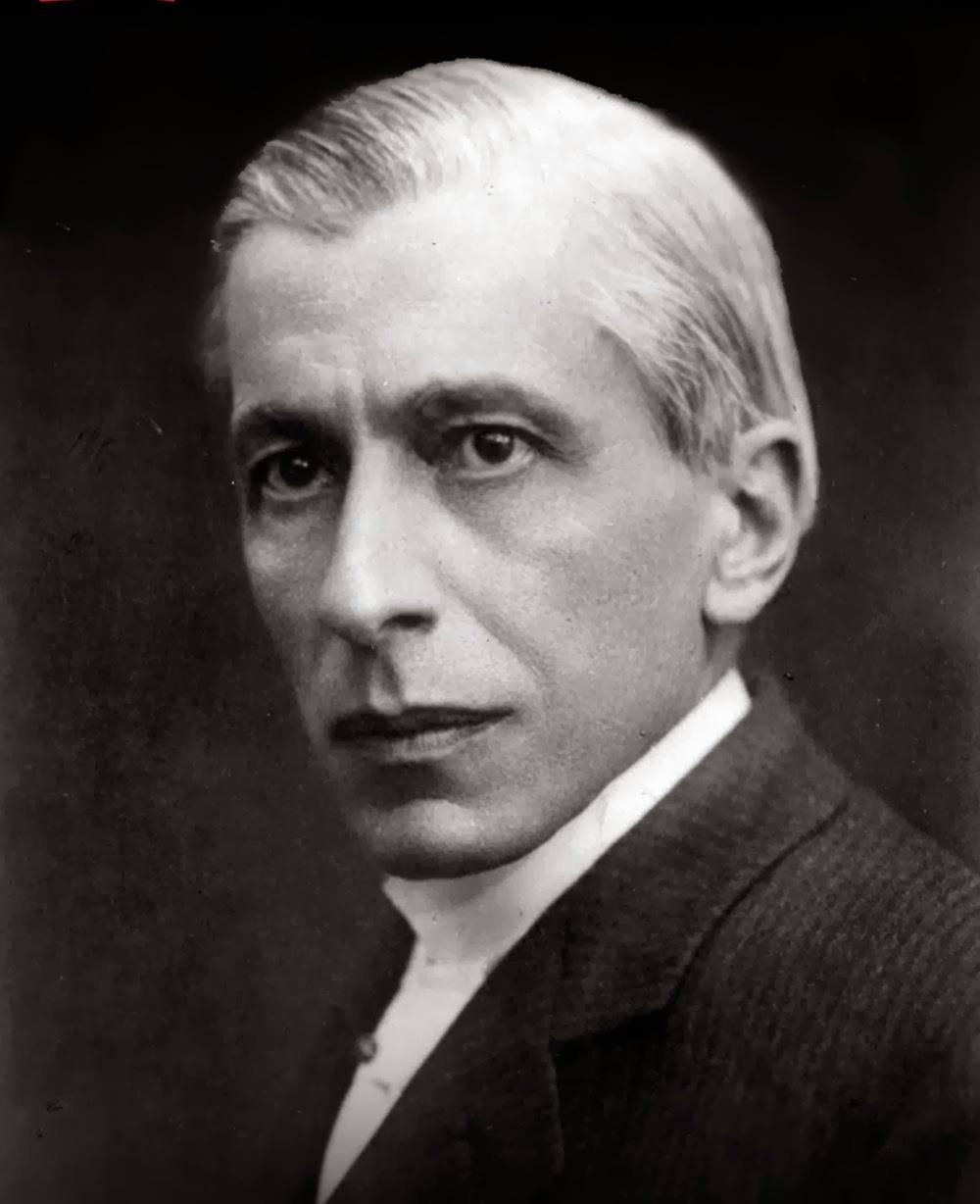
Nicolae Paulescu, în 1910
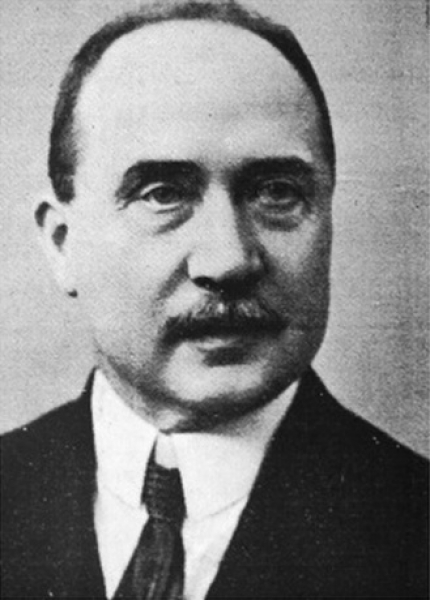
Corneliu Șumuleanu, ca. 1930
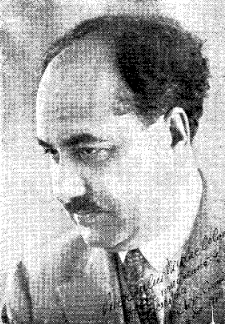
Nichifor Crainic, în 1935
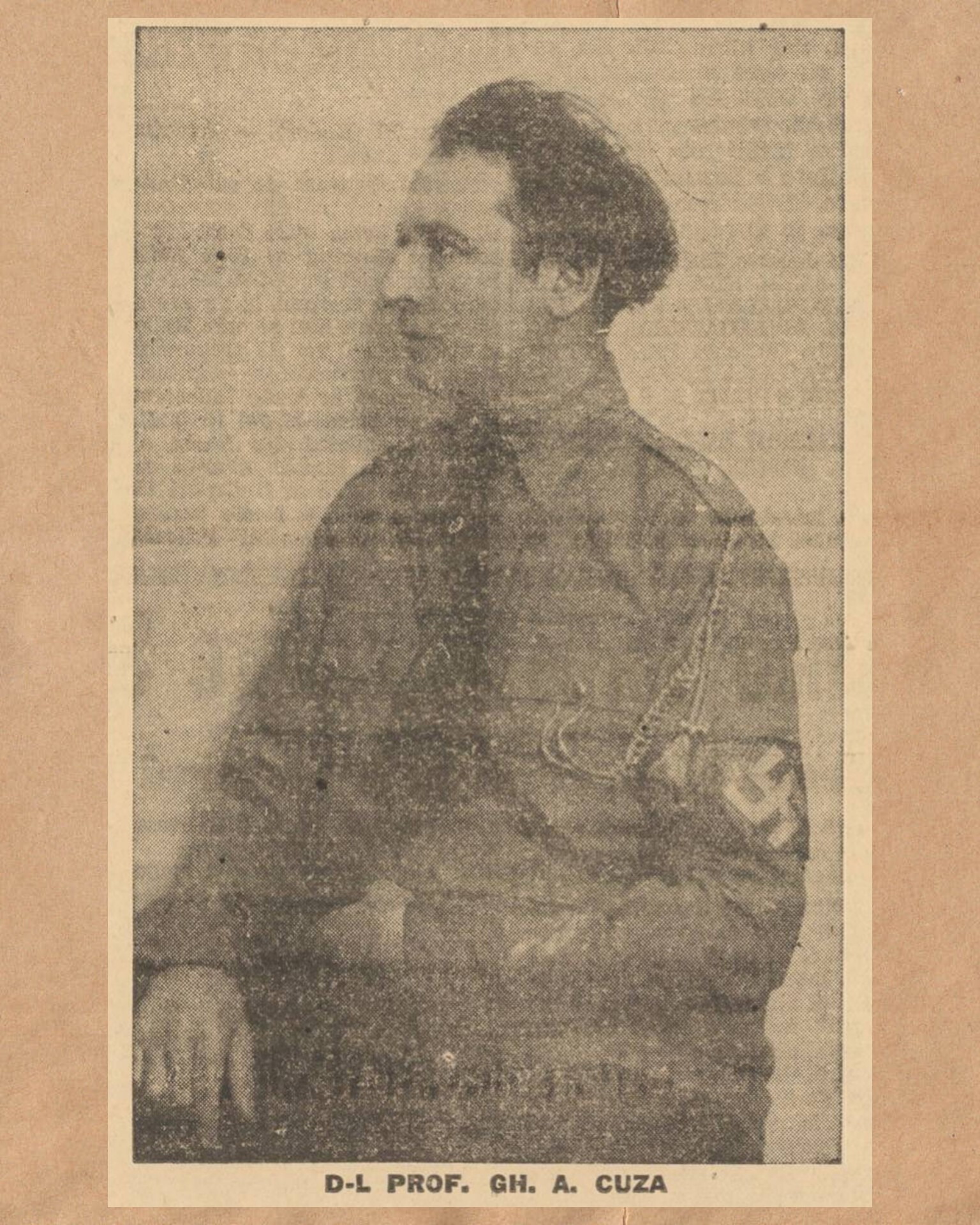
Gheorghe A. Cuza, ca. 1935-1938
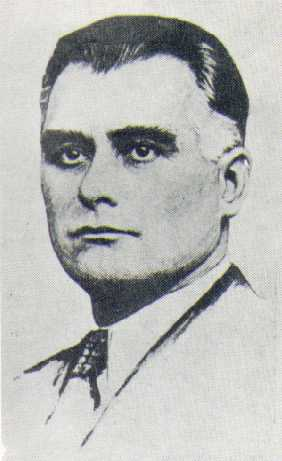
Gheorge Clime, ca. 1930-1939
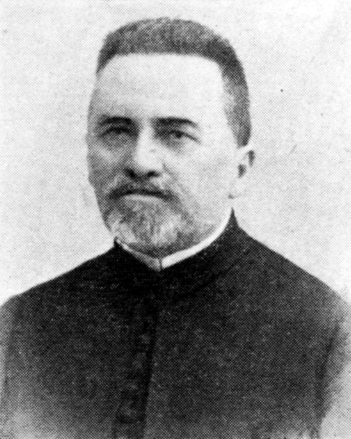
Ioan Moța, în 1937
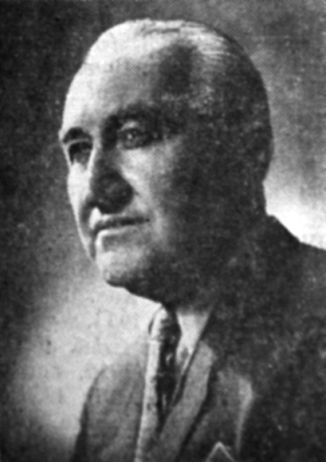
Iuliu Hațieganu ca. ?

## Declinul

### Degradarea relațiilor dintre familia Codreanu și A.C. Cuza
Încă de la constituirea LANC, Corneliu Zelea Codreanu a fost încredințat cu organizarea Ligii pe întreaga țară, oferindu-i-se astfel ocazia de a-și pune în practică ideile. C.Z. Codreanu s-a dovedit a fi foarte dornic să devină un adevărat șef al Ligii, intrând astfel în conflict cu A.C. Cuza, care, la rândul său, își dorea să se impună ca lider incontestabil al organizației. Conflictul dintre A.C. Cuza și familia Codreanu exista, cel mai probabil, încă din 1925, dar a devenit public abia la începutul anului 1926. La baza acestui conflict stătea, întocmai, lupta pentru putere în vederea conducerii LANC.
Pentru a evita scindarea Ligii și pentru a-i potoli zelul lui C.Z. Codreanu, în loc să îl excludă din organizație, Cuza a găsit drept pretext trimiterea acestuia în Franța, sub motivul perfecționării studiilor în avocatură, în 1925. Șederea în Franța nu i-a potolit însă temperamentul – în scrisorile trimise lui Cuza între decembrie 1925 și februarie 1926, Codreanu continua să pledeze pentru impunerea unei „discipline a fricii” în cadrul organizatoric al Ligii.
Există, de asemenea, posibilitatea ca plecarea lui C. Z. Codreanu în Franța să fi avut legătură cu starea sa de sănătate mintală, fiind mult mai afectat de asasinatul comis (împușcarea lui Constantin Manciu) decât este în general admis. Se pare că avea nevoie de timp pentru a-și reveni.
Ion Moța, apropiat al lui C.Z. Codreanu și viitor ideolog al Mișcării Legionare, vorbește despre sistemul organizatoric al LANC propus de C.Z. Codreanu, însă respins de A.C. Cuza: 
 „Disciplina quasi-militară pe care o cerea Corneliu Zelea-Codreanu (care era însărcinat cu organizarea L.A.N.C.) drept cheag al organizațiilor și chezășie a biruinței, era sistematic refuzată,cu inevitabile șarje de umor, din partea bătrânului nostru profesor. Corneliu Codreanu a trebuit să cedeze, nu fără amărăciuni respectous exprimate și care începeau totuși să învenineze raporturile dintre dânsul și profesorul-președinte Cuza.” - Ion Moța (1933), ziarul „Axa” din 1 octombrie 1933
C.Z. Codreanu s-a întors în țară pentru alegerile din 1926 (din martie până în mai), chiar dacă Cuza nu îi ceruse să se întoarcă. Cuza l-a făcut să simtă acest lucru. Codreanu și alți membri ai Tineretului LANC nu au fost trecuți pe listele electorale, stârnind resentimente din partea acestora față de „bătrânii” Ligii și față de conducere.

### Scindarea ligii – Autoritarismul lui A.C. Cuza
La 8 august 1926, „Noua Generație” – o grupare a Tineretului L.A.N.C., condusă de Tudose Popescu – s-a adunat la Mănăstirea Putna pentru o manifestare. Studenții din această grupare s-au ridicat împotriva diferitelor cadre vechi ale LANC, refuzându-i totodată lui A.C. Cuza pretenția de lider absolut al organizației. În martie 1927, Tudose Popescu, alături de Ioan Istrate, a fost arestat la București sub suspiciunea unui complot fascist. Cei doi ar fi plănuit să se despartă de LANC și să direcționeze aripa tânără a Ligii spre facțiunea lui C. Z. Codreanu.
La 18 august 1926, A. C. Cuza a convocat Marele Consiliu al LANC, în cadrul căruia simpatizanții celor doi Codreanu au cerut instituirea unui comitet director în locul „domniei absolute” exercitate de Cuza asupra Ligii, numirea lui C. Z. Codreanu în funcția de secretar general, precum și transparență în luarea deciziilor. Autoritarismul lui A.C. Cuza era puternic criticat. În spatele celor doi Codreanu, în timpul acestor lupte de putere din interiorul LANC, s-au raliat importante personalități care aveau să joace un rol esențial în viitoarea Mișcare Legionară.
În 1927, Ion Zelea Codreanu și A.C. Cuza au intrat într-un conflict cu privire la selecția candidaților pentru alegerile din decembrie 1927.
Totodată, în 15-16 octombrie 1927 s-a convocat iar Marele Consiliu al LANC.  A. C. Cuza l-a dat afară pe deputatul Paul Iliescu, acuzându-l că se opune luptei studenților, că a folosit fondurile LANC în scopuri personale și că ar fi încercat să preia conducerea Ligii. A. C. Cuza nu a consultat restul conducerii LANC când a luat această decizie, fapt care a stârnit nemulțumirea a cinci dintre ceilalți nouă deputați, conduși de Ion Zelea Codreanu și Corneliu Șumuleanu (în total, LANC avea zece deputați, unul dintre ei fiind chiar A. C. Cuza). Aceștia au protestat împotriva deciziei, iar Cuza a răspuns excluzându-i și pe ei din partid, totodată acuzându-i că au făurit o alianță cu evreii și că doreau să transforme liga în partid politic. Într-un final, șapte din cei zece deputați au fost dați afară.
Printre cei excluși la 15-16 octombrie 1927 se  numărau: Traian Brăileanu, Tița Mălaiu, Gheorghe Rusu, Ioan Moța (tatăl lui Ion I. Moța), P. Bălan, Hristache Solomon, D. Popescu-Bârlad.
Cei excluși din ligă au constituit „LANC-Statutar”, referindu-se la încălcarea statutului LANC de către A.C. Cuza. Studenții care i-au jurat credință lui Cuza și simpatizanții acestuia, constituiau, din perspectiva celor excluși, „LANC-Nestatutar”. Începând cu 1928, s-au purtat tratative pentru reunificarea Ligii, procesul de reconciliere continuând în 1929 și în anii următori. Până la începutul anilor ’30, LANC reușise să se restabilizeze. Conflictul cu Legiunea Arhanghelului Mihail, însă, avea să se accentueze.

#### Decalajul intergenerațional
Tinerii din LANC aveau o opinie diferită în privința mijloacelor de acțiune, preferând să își păstreze autonomia față de Comitetul Central al organizației. Actele de violență și huliganism comise de studenți în timpul procesului lui Nicolae Totu, din februarie 1927, au fost criticate de Paul Iliescu și Ion Zelea Codreanu, care i-au condamnat pentru lipsa de autocontrol. A.C. Cuza predica violența, însă Liga era totuși loială statului – lucru de care se loveau studenții dispuși să recurgă la violență propriu-zisă.

În articolul „LEGIUNEA ȘI L.A.N.C.”, scris de Ion Moța pentru ziarul „Axa” din 1 octombrie 1933, autorul sugerează că nici bătrânii Ligii, nici tineretul nu și-ar fi dorit o îndepărtare deliberată unii față de ceilalți. Această îndepărtare s-a produs în mod firesc, din cauza diferențelor de abordare a „luptei antisemite” și, evident, din cauza vârstei. 
„'Complotul studențesc' din toamna lui 1923, prima manifestare a 'marei noastre rupturi' de lumea veche înstrăinată, ne-a așezat astfel la o mare depărtare de profesorii și părinții noștri naționaliști – atât de adânc și mult iubiți, în primă fază a evenimentelor au avut cu toții un recul în fața gestului pe care... nu-l înțelegeau.” - Ion Moța (1933), ziarul „Axa” din 1 octombrie 1933
A.C. Cuza îi spunea lui C.Z. Codreanu: „Ce crezi, că dacă ai tras cu pistolul, ai făcut mare lucru?”.

### Legiunea Arhanghelului Mihail
C.Z. Codreanu și Ion Moța, încă la studii în Franța în februarie 1927, au aflat despre criza internă din LANC, iar la rugămintea lui Ion Moța, s-au întors în țară în 24 mai 1927. Pe drum aceștia s-au întâlnit cu Tudose Popescu și Ion Sârbu, care le-au oferit detalii mai amănuțite despre conflictul din LANC.

Ajuns înapoi în țară, C. Z. Codreanu a acționat prompt pentru reunificarea LANC, dorind să se impună ca șef al unei Ligi unificate. Încercările sale au fost însă zadarnice. Codreanu, alături de vechii săi colaboratori și simpatizanți, alături de care pusese bazele complotului din 1923, se afla acum în pragul întemeierii unei noi organizații, acuzând totodată vechea generație că distrusese LANC prin scandaluri legate de interese personale.
„Astăzi, Vineri 24 iunie 1927 (Sf. Ioan Botezătorul), ora zece seara, se înființează: 'LEGIUNEA ARHANGHELULUI MIHAIL', sub conducerea mea. Să vină în aceste rânduri cel ce crede nelimitat. Să rămână în afară cel ce are îndoieli. Fixez ca șef al gărzii de la Icoană pe Radu Mironovici.” - Corneliu Zelea Codreanu (1936 ediția originală / 2024 ediția citată), „Pentru legionari”
C. Z. Codreanu a reușit să atragă doar aproximativ 20 de studenți în noua mișcare, însă, peste doar câțiva ani, aceasta avea să devină principalul oponent al LANC și, totodată, cea mai notorie mișcare de extremă dreaptă din România interbelică, depășind cu mult LANC din punct de vedere numeric, doctrinar și organizatoric.
La 25 iulie, C. Z. Codreanu, împreună cu alți colaboratori apropiați, și-a luat rămas-bun de la A. C. Cuza, cerându-i să-i dezlege de jurămintele depuse. Legiunii i s-au alăturat o sumedenie de foste căpetenii și fruntași ai LANC: Gheorghe Clime (vicepreședinte LANC, filiala Iași), Ioan Blănaru (fost președinte al Asociației Studenților Creștini din Iași), I.C. Cătuneanu (lider al Acțiunii Românești, filiala Cluj), Mille Lefter (președinte LANC, filiala Galați) – iar alții s-au reorientat spre alte partide, precum PNL (Valer Pop) sau PNȚ (Iuliu Hațieganu). Astfel de dezertări din rândul căpeteniilor LANC au fost semne ale dezamăgirii resimțite în interiorul LANC și au adus prestigiu Legiunii.

## Grupările paramilitare ale LANC

### Lăncierii între 1923 și 1935
Lăncierii (denumire probabil inspirată de ziarul Lancea, de simbolul electoral al LANC – o linie orizontală –, sau de inițialele acronimului L.A.N.C.) reprezentau diverse grupuri de indivizi afiliați ideologic cu LANC, care acționau în diverse moduri: uneori spontan, prin violențe stradale împotriva evreilor sau a oponenților politici, alteori într-o formă semi-organizată sau în întregime organizată, prin marșuri și demonstrații propagandiste. Numele era folosit atât pentru a desemna formațiuni cu caracter paramilitar, cât și, într-un sens mai larg, ca o poreclă pentru membri LANC prezenți la anumite manifestații, indiferent de poziția lor în organizație. Din 1933, lăncierii vor fi organizați în batalioane de asalt.
După fuziunea dintre LANC și Partidul Național Agrar, în 1935, care a dus la formarea Partidului Național Creștin, Lăncierii au devenit o grupare paramilitară oficial afiliată noului partid, având organe de control desemnate și o structură organizatorică mai solidă decât cea din 1923-1935.

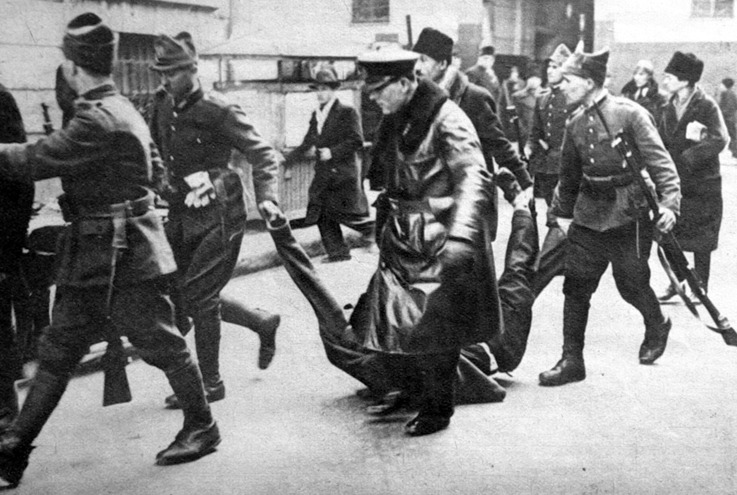
București, 1 martie 1936. Violențe între membrii Partidului Național Creștin și cei ai Partidului Național Țărănesc. Individul ridicat de autorități este un lăncier al PNC.

#### Arcașii și absorbirea lor în ligă
Inițial, Arcașii Bucovinei constituiau grupări naționaliste studențești și de tineret cu un caracter predominant cultural. Odată cu creșterea popularității LANC, aceste grupări au început să fie infiltrate și instrumentalizate de către cuziști, devenind treptat organizații politice cu rol paramilitar. Până în 1928, 12 dintre cele 55 de grupuri de arcași din Bucovina erau deja afiliate LANC, în timp ce restul au rămas sub conducerea folcloristului Valerian Dugan-Opaiț, care milita pentru menținerea caracterului apolitic al organizației Arcașilor.

Corneliu Zelea Codreanu relatează în „Pentru legionari” (1936) cum arcașii au asigurat protecția congresului LANC de la Câmpulung la data de 17 Septembrie 1923:
„S-a putut ține numai după o luptă grea, deoarece guvernul l-a interzis și a trimis pentru împiedicarea lui trupe din Cernăuți sub comanda unui colonel. La toate intrările au fost postate puternice cordoane. Noi am concentrat toate forțele noastre la bariera dinspre apus a orașului, Sadova, Pojorâta. Acolo am rupt cordoanele datorită arcașilor din Vatra Dornei și Cândreni, asigurând timp de o oră trecerea întregului convoi, compus din mai multe sute de căruțe.” (1936 ediția originală / 2024 ediția citată)

### Formarea Batalioanelor de Asalt
Martie 1933 a marcat oficializarea și centralizarea structurilor lăncerești ca forță paramilitară a LANC. Batalioanele de Asalt cuziste (supranumite Cămășile Albastre), care s-au remarcat prin comiterea unor grave fapte de violență antisemită, au fost inspirate după Sturmabteilung-ul naziștilor și au fost înființate la scurt timp după preluarea puterii de către Adolf Hitler în Germania, în același an. Pentru preluarea puterii, A.C. Cuza l-a felicitat personal pe Adolf Hitler printr-o scrisoare adresată acestuia. Tot în 1933, se consolidau și batalioanele de asalt ale Mișcării Legionare, purtând cămășile verzi introduse de Mihai Stelescu.

Din 1933, legionarii și cuziștii se vor ciocni tot mai des, deși rivalitatea dintre aceștia există încă de la desprinderea Legiunii Arhanghelului Mihail de LANC. Codreanu relatează în „Pentru legionari” (1936) momentul desprinderii LAM de LANC, în 1927:
„Apariția noastră a fost salutată cu un uragan de ură și de ironii. Cele două tabere ale Ligii au rupt raporturile cu noi. Studenții de la Iași ne-au părăsit toți, iar atacurile "Cuziștilor", date până acum împotriva "Statutarilor", se vor îndrepta de acum și se vor înfige ca niște săgeți în inimile noastre.” (1936 ediția originală / 2024 ediția citată)
Legionarii și cuziștii erau adesea confundați de către autorități, la fel și actele de violență comise de către aceștia.

##### Uniformele
„Uniforma cerută era formată dintr-o beretă albastră în Moldova, pălărie sau căciulă în Bucovina, la care se adăuga o bluză albastră, cravată neagră, pantaloni maro cu moletiere, centură cu diagonală și bocanci sau cizme.” - Florin Pintescu et al (2020), „ANALELE LICEULUI „VASILE CONTA” TÂRGU-NEAMȚ SERIA ISTORIE”

### Gărzile de oțel ale LANC (Gărzile Naționale)

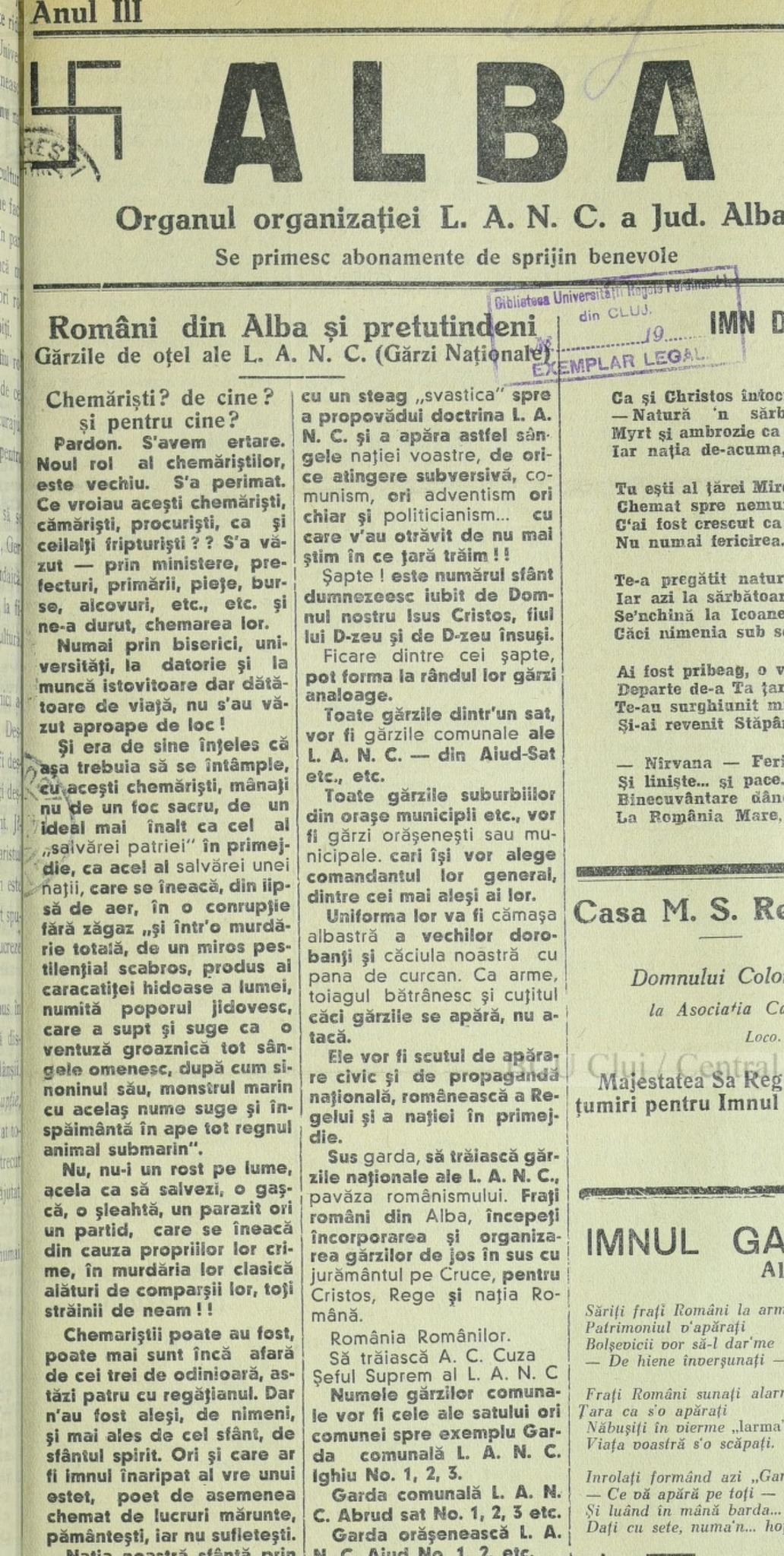
ALBA LANC ziar periodic cca. 1928-1930. Se vorbește despre Gărzile de Oțel, structuri paramilitare ale LANC.

Într-un articol publicat în ziarul „Alba”, organ al organizației județene L.A.N.C. Alba, se face un apel către românii din județul Alba și din alte regiuni pentru organizarea Gărzilor de oțel (numite și Gărzi Naționale). Gărzile din sate urmau să constituie gărzi comunale, iar cele din suburbiile orașelor și din municipii, gărzi orășenești sau municipale, fiecare având un comandant general.
Gărzile erau înarmate cu toiage bătrânești și cuțite, pentru că, potrivit articolului, „gărzile se apără, nu atacă”.
Scopul declarat al acestor structuri era să servească drept „scut de apărare civic și de propagandă națională, românească a Regelui și a nației în primejdie”.
Uniforma Gărzilor de oțel era inspirată din tradiția militară românească și includea cămașa albastră a vechilor dorobanți și căciula cu pană de curcan.
Acest nume – Gărzile de Oțel – pare, de asemenea, să fi constituit o sursă de inspirație pentru Codreanu, care a numit organizația paramilitară a Mișcării Legionare „Garda de Fier”, înființată în 1930. Nu este exclus ca inspirația să fi provenit și de la organizația paramilitară germană a veteranilor din Marele Război, Der Stahlhelm (Casca de Oțel), despre care ar fi putut afla în timpul vizitelor sale în Germania.

## Rivalitatea cu Legiunea Arhanghelului Mihal și tentativele de reconciliere

### Tentativele de reconciliere dintre LANC și LAM
Au existat discuții între LANC și LAM pentru o posibilă fuziune, însă întâlnirile dintre liderii ambelor grupări, A.C. Cuza și C.Z. Codreanu, nu au avut niciodată succes din cauza indisponibilității lor de a face compromisuri în privința conducerii și organizării noii organizații. Codreanu a propus ca ultimă soluție înscrierea cuziștilor în rândurile Gărzii de Fier.
În octombrie 1930, Donca-Manea, lider LANC în estul Munteniei, l-a acuzat pe C.Z. Codreanu că, influențat de A. Vaida-Voevod, atacă LANC și nu respectă armistițiul, deși populația dorea fuziunea celor două mișcări. În iunie 1931, profesorul Petre Stati a intermediat o întâlnire între C.Z. Codreanu și o delegație LANC condusă de Rudolf Suțu, la Iași. Codreanu a cerut ca noua mișcare să adopte spiritul legionar și o organizare militară, condiții ce implicau subordonarea lui A.C. Cuza.
În septembrie 1931, Donca-Manea a încercat să obțină o înțelegere între A.C. Cuza și C. Z. Codreanu, însă a eșuat. La sfârșitul lui octombrie 1931, preotul Georgescu-Edineț a mediat o altă tentativă de împăcare. În final, În iulie 1933, la Iași, Gheorghe A. Cuza a propus ca tatăl său (A.C. Cuza) să conducă mișcarea fuzionată (dintre LAM și LANC), el să fie secretar general, iar C.Z Codreanu să preia comanda unui batalion de asalt. C.Z. Codreanu a refuzat vehement, acuzându-l pe Gheorghe A. Cuza că, în timp ce el era în închisoare, acesta frecventa loji masonice.
Astfel, ura politică și violența dintre cele două formațiuni au continuat chiar și după transformarea LANC în PNC. După 1935, conflictul și rivalitatea dintre PNC și Mișcarea Legionară au atins puncte culminante.

## Transformarea în Partidul Național Creștin

### Unirea Ligii Apărării Național-Creștine cu Partidul Național Agrar
LANC a reușit să se regrupeze și a revenit în Camera Deputaților la alegerile generale din decembrie 1933, obținând nouă mandate – cu două mai puține decât la alegerile din 1932. LANC începuse să piardă teren în fața Mișcării Legionare, iar curând a devenit clar că avea nevoie să se extindă. În acest context, Nichifor Crainic a preluat inițiativa și a început negocieri cu Octavian Goga și Partidul Național Agrar, o formațiune cu o ideologie apropiată (care obținuse, la rândul ei, 9 mandate în 1933). Pe 14 iulie 1935, la Iași, LANC s-a unit cu Partidul Național Agrar condus de Octavian Goga, formând Partidul Național Creștin (PNC). Pentru conducerea noii formațiuni, s-a constituit o președinție duală: A. C. Cuza a devenit președinte suprem, iar Octavian Goga – președinte activ. 

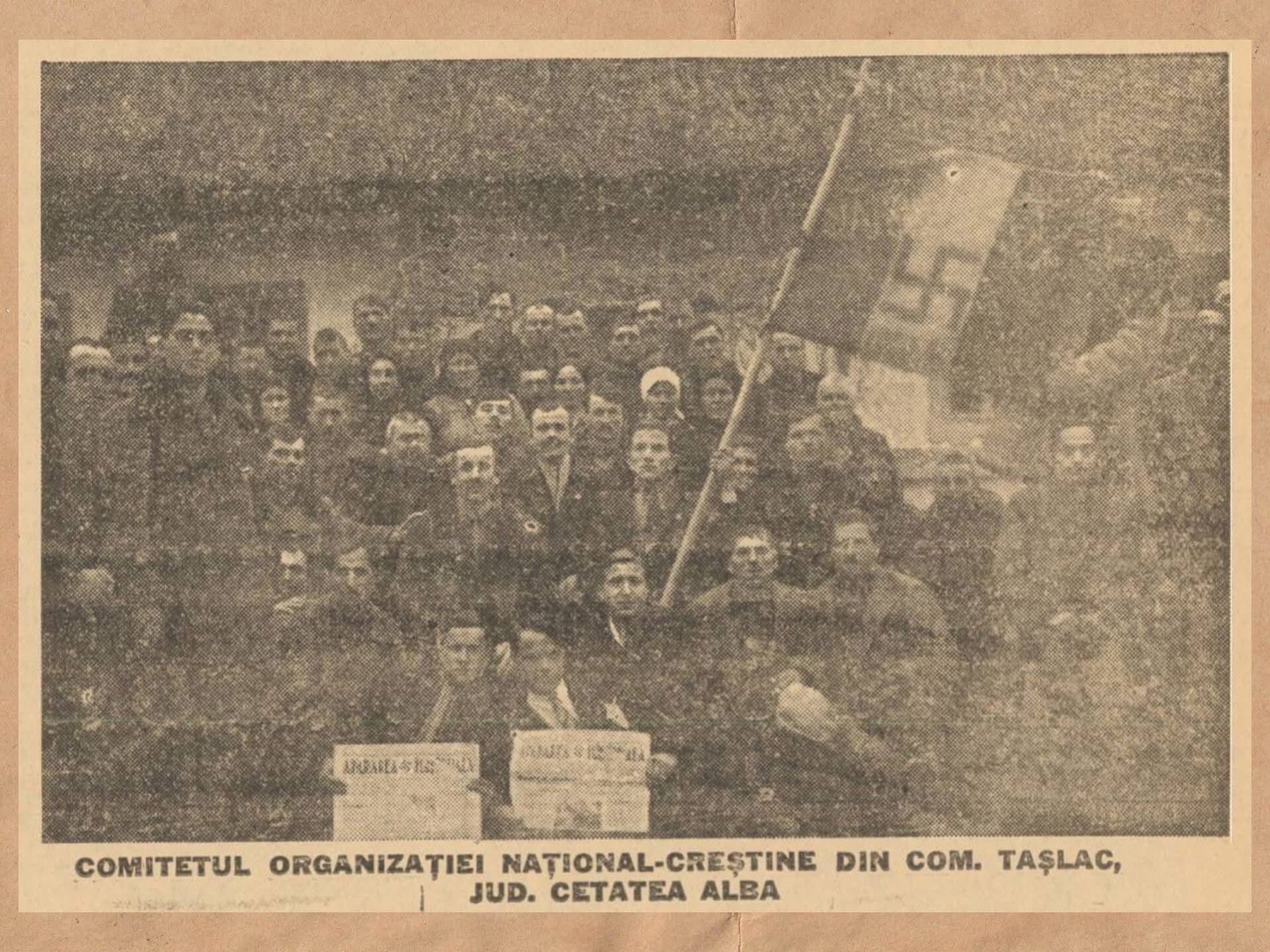
Susținători ai Partidului Național Creștin ținând un steag tricolor cu svastică al filierei PNC locale și ziarul partidului - „Apărarea Națională” ca. 1935-1938

Partidul a apărut din considerente interne – în special manevrele politice ale regelui Carol al II-lea – și din considerente externe, legate de ambițiile geopolitice ale Germaniei naziste și ale Uniunii Sovietice, care urmăreau destabilizarea vieții politice românești prin intermediul unor elemente subversive și agitaționiste. Regele Carol al II-lea a susținut întemeierea Partidului Național Creștin atât pentru a-l opune Mișcării Legionare, brătienilor și țărăniștilor, care se situau pe poziții anticarliste, cât și pentru a se apropia de Germania nazistă, o putere crescândă în Europa.
La alegerile din 1937, Partidul Național Creștin a obținut 39 din cele 387 de mandate în Camera Deputaților, în timp ce Mișcarea Legionară, prin Partidul Totul pentru Țară, a câștigat 66 de mandate. Cu toate acestea, în decembrie 1937, regele Carol al II-lea l-a desemnat pe Octavian Goga să formeze un guvern.
Guvernul Cuza-Goga a fost format la 29 decembrie 1937 și a rezistat doar 44 de zile. Cu toate acestea, nu a întârziat să înceapă aplicarea programului său antisemit. A repudiat obligațiile internaționale ale României asumate prin Tratatul Minorităților impus la Conferința de Pace de la Paris din 1919, și ulterior a retras cetățenia română a 250.000 de evrei – adică aproximativ o treime din populația evreiască a țării.
Guvernarea Partidului Național Creștin a servit drept o punte de tranziție către dictatura monarhică a regelui Carol al II-lea, consolidată odată cu adoptarea Constituției din 1938.

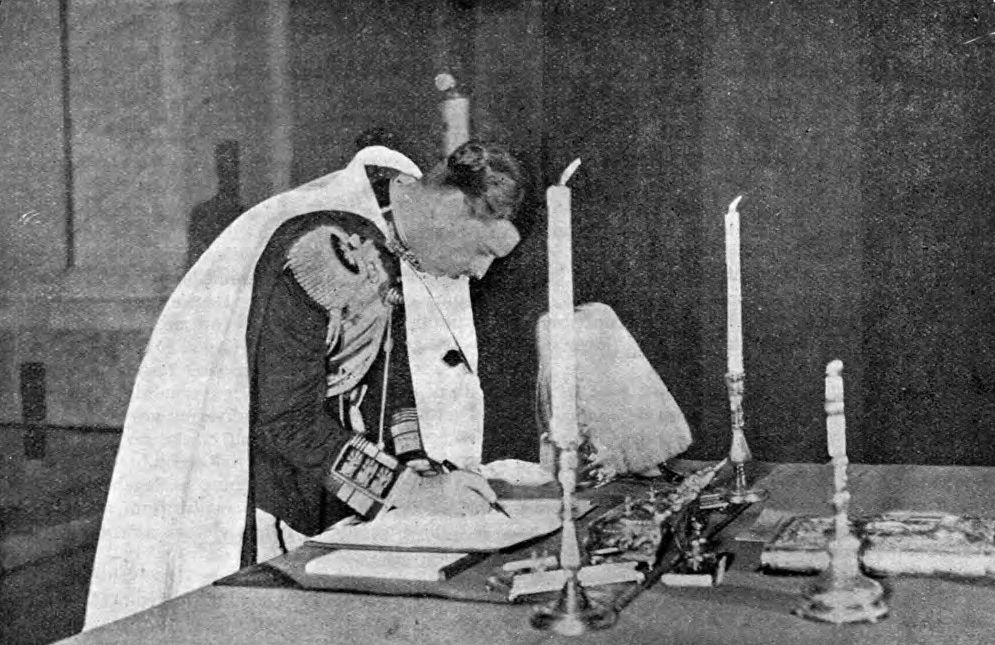
Regele Carol II semnând constituția în data de 27 februarie 1938.

### Legăturile gogo-cuziștilor cu Germania nazistă
Partidul a fost astfel sprijinit masiv de către Amt Rosenberg (Biroul Rosenberg) al NSDAP (Partidul Muncitoresc Național-Socialist German). Pentru Alfred Rosenberg, era necesar ca problema partidelor de orientare fascistă și național-socialistă să fie soluționată în favoarea Germaniei naziste.
Fiul lui A.C. Cuza și secretar general la PNC, Gheorghe A. Cuza, a vizitat Germania nazistă cu diferite ocazii pentru a discuta cu Adolf Hitler în vederea obținerii susținerii acestuia. Astfel de vizite au avut loc și în 1933-1934, pe când LANC încă era o organizație de sine stătătoare. Gheorghe A. Cuza fusese trimis de către tatăl său să conducă o delegație a LANC în Germania și Austria, pentru a stabili legături cu principalii fruntași ai NSDAP, de la care ar fi primit apoi subvenții materiale.
 

Nu este mai puțin cunoscut faptul că, A.C. Cuza, la rândul său, manifesta simpatie față de Adolf Hitler și ideologia acestuia: 
„Nu mai ascund să spun că toate simpatiile mele se îndreaptă către mișcarea lui Hitler, din Germania, care cred că va izbuti și care va aduce o prefacere adâncă în relațiile dintre popoare și va reconstitui cultura arică și creștină împotriva dominației jidovești internaționale." - A.C. Cuza, discrus ținut la data de 10 Decembrie 1931 
Octavian Goga, de asemenea, a avut o serie de întrevederi, atât cu Adolf Hitler, cât și cu Benito Mussolini, pentru a „învăța să guverneze autoritar”. O astfel de întrevedere a avut loc în 1936. Presa vremii relatează:
GOGA, ȘEFUL NAZIST ROMÂN, SE ÎNTOARCE DINTR-O VIZITĂ LA BERLIN
BUCUREȘTI, 30 august (JTA) – Revenind de la Berlin, prof. Octavian Goga, notoriu lider antisemit român, a declarat astăzi ziariștilor că misiunea Partidului Național Creștin Român este de a lupta împotriva bolșevismului și a evreimii.
Prof. Goga a declarat că a primit cea mai favorabilă impresie despre Al Treilea Reich.

- Jewish Telegraphic Agency, Vol. II, Nr. 26 din 31 august 1936